# Ritratto di Innocenzo X
Papa Innocenzo X è un dipinto a olio su tela (140x120 cm) realizzato nel 1650 dal pittore Diego Velázquez.
Conservato nella Galleria Doria Pamphilj di Roma, raffigura il papa Innocenzo X, al secolo Giovanni Battista Pamphili (1574-1655). Il pittore irlandese Francis Bacon ne ha dipinta una copia variata nei suoi Screaming Popes.

## Storia
Il ritratto venne dipinto durante il secondo viaggio di Velázquez in Italia, tra il 1649 ed il 1651. Le vesti utilizzate dal pontefice sono in lino leggero, e quindi potrebbe far situare il ritratto in estate, probabilmente nel 1650. È scritto nel foglio che il pontefice tiene nella mano sinistra «alla Santà di N.ro Sign.re / Innocentiox/ per Diego de Silva / Velàzsquez de la Camera di S. M.tà Catt.ca». Sotto, viene riportata la data di esecuzione 1650.

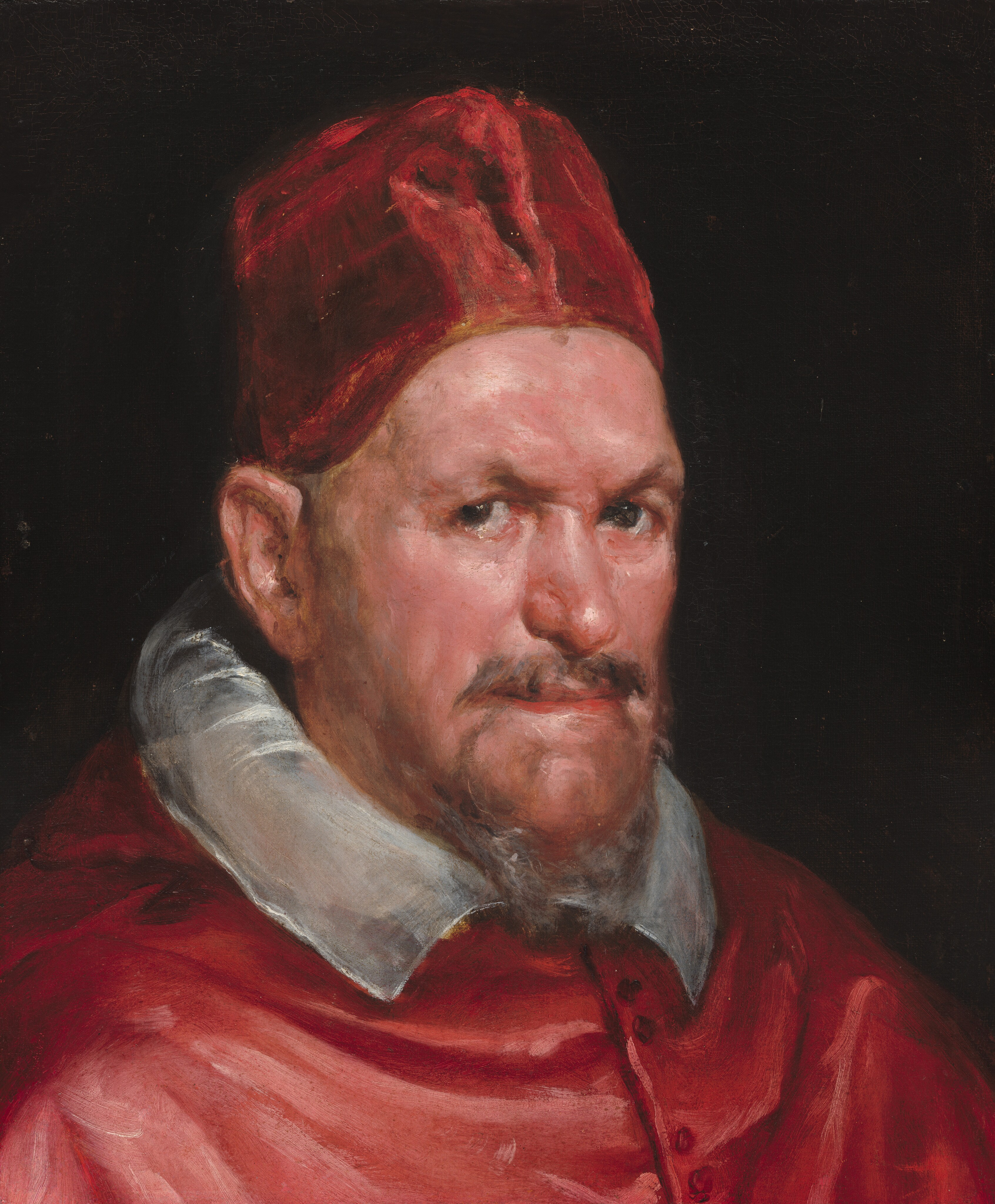
Dettaglio della versione conservata alla National Gallery of Art di Washington.

Vi sono due versioni sul perché Velázquez dipinse il ritratto. Secondo la prima, mentre era in visita in Vaticano, Velázquez, già rinomato pittore, ottenne udienza col papa Innocenzo X e si offrì di dipingere un ritratto per il pontefice, ma Innocenzo X ne dubitò, non conoscendo la fama di Velázquez. Il papa chiese a Veláquez di mostrargli prima alcune delle proprie abilità ed egli gli mostrò un ritratto che aveva appena concluso, il ritratto del suo servitore, Juan de Pareja (oggi al Metropolitan Museum di New York). Una volta che il pontefice ebbe veduto il ritratto di Juan de Pareja, egli permise al Velázquez di dipingere il suo ritratto.
Il racconto prosegue nel sottolineare che quando il papa vide il ritratto terminato, esclamò: "Troppo vero!", per la grande qualità del ritratto. Gli esperti ad ogni modo dubitano della veridicità di questa storia e suggeriscono invece che il papa abbia commissionato il ritratto a Velázquez dal momento che egli aveva già dipinto diversi dignitari della corte pontificia, tra cui il barbiere pontificio.
Dopo l'esecuzione, il ritratto rimase proprietà privata della famiglia di Innocenzo, i Pamphilj, che la esposero alla Galleria Doria-Pamphilj dove tutt'oggi si trova. Il pezzo rimase perlopiù però nascosto al grande pubblico e noto solo a pochi intenditori come lo storico francese Hippolyte Taine, che lo considerò "il capolavoro tra tutti i ritratti" e disse "una volta visto, è impossibile dimenticarlo".
Il mercante d'arte René Gimpel annotò nel suo diario (1923): «Morgan offrirebbe un milione di dollari per quel ritratto. Velázquez si trovò di fronte un italiano e l'artista, che bene conosceva i costumi del paese, senza esitare intinse il suo pennello nel rosso, il colore del vino... Il volto è un turbinio di carne, sangue e vita; gli occhi sono alla ricerca di qualcosa».